# Lumbalú
El lumbalú es un ritual funerario de la cultura palenquera en Colombia, en la que intervienen danzas, cantos, música y actuaciones, al parecer es una tradición africana, principalmente de Angola, que fue llevada a Colombia por los esclavos; se ejecuta en comunidad durante las nueve noches siguientes a un fallecimiento para honrar el alma del difunto.  Según la tradición palenquera, después de morir el fallecido regresa dos veces al día a su casa durante los nueve días siguientes al fallecimiento: a las 6:00 a. m. y a las 5:30 p. m. y en esos momentos se reúne la comunidad en la casa del fallecido para ofrecer el lumbalú.
Es una tradición que la Unesco considera Patrimonio cultural inmaterial de la Humanidad.
Un lumbalú fue ofrecido en el cementerio Central de Bogotá la tarde del 23 de noviembre de 2007 en honor a Luis Carlos Galán y al general Gustavo Rojas Pinilla.